# Блуне
Блуне (Sulidae) су породица морских птица, која припада реду Suliformes. Блуне су средње-велике птице које свој плен, рибу, лове тако што зарањају у воду и хватају га испод површине океана. Породица укључује 10 врста, сврстаних у три рода Sula, Morus и Papasula. Међутим, Sula (праве блуне) и Morus (ганети) могу се лако разликовати по морфолошким, бихевиоралним карактерима и ДНК секвенцама. Аботовој блуни (Papasula) је дат сопствени род, пошто се по овим аспектима разликује од оба. Сматра се да је у питању посебна и древна лоза, можда ближа ганетима него правим блунама.

## Опис
Блуне достижу дужину од око 60 до 85 cm, распон крила им се креће од 140 до 175 cm. Имају, дуга и зашиљена крила, дуг реп, чија су спољна пера краћа од средишњих.
Ноге су им здепасте и имају пловне кожице, које повезују сва четири прста. Неке врсте имају пловне кожице јарких боја. Кљун је дуг и зашиљен. Очи су окренуте ка напред, па блуне имају шире бинокуларно видно поље у односу на већину других птица.
Перје може бити потпуно бело, светлосмеђе или сивкасто са тамним врховима пера, обично и репа, а може бити и тамносмеђе или црно на горњим деловима тела и бело на доњим. Врсте рода Morus обично имају примесу жуте боје на глави. На лицу се обично налазе црне шаре, по правилу између очију и ноздрва.

## Класификација
Блуне су у сродству са бројним другим воденим птицама, којима свима недостају спољашње ноздрве и стомачне мрље, али имају сва четири прста спојена и гуларну врећу. Најближи живи сродници Sulidae су Phalacrocoracidae(корморани) и  Anhingidae (водене ћурке). Потоњи су донекле посредни између блуна и корморана, али (као и многи корморани) су слатководне птице у клади која иначе садржи морске птице, а такође су симплезиоморфне са блунама, али синапоморфне са корморанима у неким другим аспектима. Дакле, изгледа да су Sulidae најстарија и најизразитија лоза од те три, које су уједињене у подред Sulae. Ту се Sulidae обично постављају једноставно као породица; понекад се препознаје надпородица Suloidea, у којој су неки од примитивних праисторијских облика (нпр. Empheresula, Eostega, и Masillastega) постављени као базалне лозе различите од живих Sulidae. Међутим, предложена породица Pseudosulidae (или Enkurosulidae) је скоро сигурно неважећа.
Блуне су традиционално биле укључене у Pelecaniformes у свом застарелом парафилетском кругу, али пеликани, истоимена породица Pelecaniformes, су заправо ближи сродници чапљи, ибиса и кашикара, чекићарки и ципеларки него са блунама и сродницима. Као вид уважавање ових запажања, Блуне су предложене за одвајање у нови ред Phalacrocoraciformes, који такође укључује птице фрегате (Fregatidae), као и једну или више праисторијских лоза које су данас потпуно изумрле. Светска листа птица МОК-а користи Suliformes као предложени назив реда.
Унутар саме породице препознају се три живућа рода — Sula (блуне, шест врста), Papasula (Аботова блуна) и Morus (ганети, три врсте). Једна студија више гена из 2011. године открила је да је Аботова блуна базална у односу на све друге припаднике, и да се вероватно одвојила од њих пре око 22 милиона година, а преци гушара и преосталих блуна су се поделили пре око 17 милиона година. Најскорији заједнички предак свих блуна живео је у касном миоцену пре око 6 милиона година, након чега су се блуне постојано разликовале. Ганети су се поделили у ближој прошлости, пре око 2,5 милиона година.
Породица блуне
| - Род - Плавонога блуна () - Перуанска блуна () - Црнолика блуна () - Галапагоска блуна () - Црвенонога блуна () - Смеђа блуна () | - Род - Блуна или обична блуна () - Капска блуна () - Аустралијска блуна () | - Род - Црнокрила блуна () |